# Vimmersvej
"Vimmersvej" (oprindeligt "Wimmersvej") er en sang sunget af Flemming Jørgensen, (alias Bamse) fra Bamses venner. Sangen var med på Bamses Venners selvbetitlede debut-LP i 1975 og blev et selvstændigt hit på Dansktoppen senere samme år. Sangen er en oversættelse til dansk af   det amerikansk hit "The Lion Sleeps Tonight", der igen var en oversættelse til engelsk af en sydafrikansk hitmelodi "Mbube" fra 1939. Wimmersvej er en undersættelse af ordet Wimoweh som synges i "The Lion Sleeps Tonight".
Titlen på sangen blev oprindeligt stavet med W. Med tiden er den blevet ændret til "Vimmersvej". 
I 2018 skiftede Kronborgvejs Sidevej 56°57′43″N 8°42′15″Ø / 56.96188°N 8.70406°Ø i Thisted navn til Vimmersvej.
I 2020 blev sangen sunget onsdag d. 13. maj i programmet Morgensang på DR 1 med Phillip Faber i forbindelse med Corona-nedlukningen af Danmark.